# Knight Grand Cross
Der Begriff Knight Grand Cross (deutsch Großkreuz-Ritter) bezeichnet im englischen Sprachgebrauch die höchste Klasse eines mehrstufigen staatlichen Verdienstordens, sofern ein Mann damit ausgezeichnet wird. Für Staatsbürger eines Commonwealth Realms ist damit die Erhebung in den persönlichen Adelsstand verbunden. In diesem Fall wird das Prädikat „Sir“ dem Namen vorangestellt. Bei Frauen heißt die entsprechende Stufe Dame Grand Cross.
Die Abkürzung, die auch dem Namen hinzugefügt wird (post-nominal), lautet z. B. GBE für Knight Grand Cross of the Order of the British Empire. Die Ordensklasse des Knight Grand Cross existiert bei folgenden Ritterorden des Vereinigten Königreichs:
- Order of the British Empire, GBE
- Order of the Bath, GCB
- Order of St. Michael and St. George, GCMG
- Royal Victorian Order, GCVO

Eine Besonderheit stellt die höchste Ordensklasse bei den beiden britischen Ritterorden dar, die sich auf das damalige Britisch-Indien bezogen, nämlich dem Order of the Indian Empire (GCIE) und dem Order of the Star of India (GCSI). Hier heißt die oberste Ordensklasse abweichend Knight Grand Commander. Durch die Vermeidung der Symbolik des christlichen Kreuzes sollte die Akzeptanz des Ordens bei nicht-christlichen Indern verbessert werden. Beide Orden bestehen formell noch, werden seit der Unabhängigkeit von Indien und Pakistan vom British Empire im Jahr 1947 aber nicht mehr verliehen. Eine weitere Besonderheit bei diesen Orden ist, dass weibliche Ordensritter nicht als „Dame“, sondern, wie die Männer, als „Knight“ bezeichnet werden.